# Любимый сын (фильм, 1994)
«Любимый сын» (фр. Le fils préféré) — французская кинодрама 1994 года режиссёра Николь Гарсиа. Фильм был номинирован в четырёх категориях на получение французской национальной кинопремии «Сезар», в одной из которых, за лучшую мужскую роль (Жерар Ланвен), получил награду.

## Сюжет
Жизнь Жан-Поля Мантенья, менеджера гостиницы на Французской Ривьере, начинает становиться проблематичной. Он должен срочно найти большую сумму денег для уплаты долгов. Его отец-пенсионер Рафаэль, итальянец по происхождению, находится в больнице и ничего не может сделать для него. Жан-Поль пытается обратиться за помощью к двум своим братьям. Старший брат Фрэнсис, от которого отец отказался из-за его гомосексуальности, преподает в Мартизе и у него нет денег; а младший брат Филипп, адвокат в Милане, категорически отказывается помочь из-за отношений, так как Жан-Поль изменял с его женой. От безысходности Жан-Поль покупает страховку жизни от имени своего отца, подделав документы…

## В ролях
| Актёр         | Роль                 |
| ------------- | -------------------- |
| Жерар Ланвен  | Жан-Поль Мантенья    |
| Бернар Жиродо | Фрэнсис              |
| Жан-Марк Барр | Филипп               |
| Маргерита Буй | Анна-Мария           |
| Пьер Монди    | ростовщик-стоматолог |